# NGC 5064
NGC 5064 је спирална галаксија у сазвежђу Кентаур која се налази на NGC листи објеката дубоког неба.
Деклинација објекта је - 47° 54' 35" а ректасцензија 13h 19m 0,0s. Привидна величина (магнитуда) објекта NGC 5064 износи 12,1 а фотографска магнитуда 12,9. Налази се на удаљености од 41,020 милиона парсека од Сунца. NGC 5064 је још познат и под ознакама ESO 220-2, AM 1316-473, IRAS 13160-4738, PGC 46409.